# Limnophora himalayensis
Limnophora himalayensis este o specie de muște din genul Limnophora, familia Muscidae, descrisă de Enrico Adelelmo Brunetti în anul 1907. Conform Catalogue of Life specia Limnophora himalayensis nu are subspecii cunoscute.